# Hans Burström
Hans Georg Burström, född 27 maj 1906 i Stockholm (Oscars församling), död 11 januari 1987 i Lunds Allhelgonaförsamling, var en svensk botaniker.
Burström blev filosofie doktor vid Stockholms högskola 1935, docent i växternas fysiologi vid Lantbrukshögskolan samma år. Han var professor i botanik, särskilt fysiologi och anatomi, vid Lunds universitet 1945-72. Han var en av grundarna av Nordisk förening för fysiologisk botanik och var under 22 år redaktör för dess tidskrift Physiologia Plantarum.